# Канада на Летњим олимпијским играма 1924.
Канада је учествовала на Летњим олимпијским играма, одржаним 1924. године у Паризу Француска, по шести пут у својој историји, освојивши на овим играма четири медаље, три сребра и једну бронзу.
За Канаду су ово биле прве Олимпијске игре на којима није освојила ниједну златну медаљу. Такође Канада на овим играма није освојила ниједну медаљу у атлетским такмичељима, што је први пут од оснивања модерних олимпијских игара, мада је имала пријављена 27 такмичара у различитим атлетским дисиплинама.

## Освајачи медаља
Канада је у укупном скору завршила као двадесета нација по броју медаља, укупно четири, од тога три сребрне и једну бронзану медаљу. 

### Сребро
- Осмерац са кормиларем[2] – Веслање — мушки
- Четверац без кормилара[3] – Веслање — мушки
- Глинени голубови[4] – Стрељаштво — екипно, мушки

### Бронза
- Даглас Луис – Бокс — велтер, мушки